# Robert Wenger

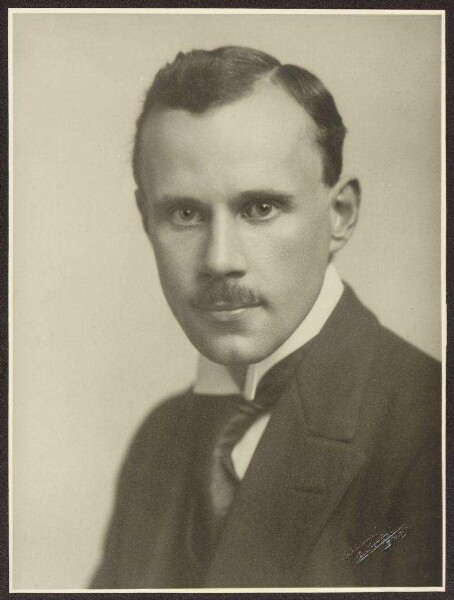
Wenger, Robert Karl

Robert Karl Wenger (* 1. Februar 1886 in Steinbach, Stadtteil von Saargemünd, Lothringen; † 20. Januar 1922 in Leipzig) war ein deutscher Meteorologe, Geophysiker und Physiker. Seine Arbeitsschwerpunkte waren Aerologie und Dynamik der Atmosphäre.

## Leben
Nach seiner Schulausbildung studierte Robert Wenger in Straßburg, Heidelberg und Berlin Mathematik und Naturwissenschaften. Danach wurde er Assistent bei Hugo Hergesell an der Meteorologischen Landesanstalt Elsaß-Lothringen. Im Juli 1908 reiste er nach Teneriffa, um dort Pilotballonaufstiege vorzunehmen. An der Universität Straßburg promovierte er im Juli 1909 zum Dr. phil. nat. mit der Dissertation „Untersuchungen über die Mechanik und Thermodynamik der freien Atmosphäre im nordatlantischen Passatgebiet“. Im selben Jahr baute er das aerologische und geophysikalische Observatorium Teneriffa auf und leitete es bis 1912.
Am 1. Januar 1913 wurde das Geophysikalische Institut der Universität Leipzig gegründet. Als erster Direktor wurde der norwegische Gelehrte Vilhelm Bjerknes berufen, der durch seine grundlegenden Arbeiten auf dem Gebiet der theoretischen Meteorologie in den Fachkreisen Europas und Amerikas bekannt und allseitig anerkannt war. Er begründete das Leipziger Institut als theoretisches Forschungs- und Lehrinstitut. Als Assistent stand ihm Robert Wenger zur Seite, der auch bereits an den umfassenden Vorarbeiten beteiligt war und zu diesem Zweck im vorhergehenden Jahre mehrere Monate in Norwegen bei Bjerknes gearbeitet hatte. Ihm wurden außer der wissenschaftlichen Arbeit die Verwaltung des Institutes und die Organisation des praktischen Unterrichtsbetriebes übertragen.
Er habilitierte sich 1915 für Geophysik an der Universität Leipzig, der Titel seiner Arbeit lautete: Über methodische Fehler der aerologischen Beobachtungen. Von 1917 bis 1920 war er planmäßiger außerordentlicher Professor für Geophysik an der Philosophischen Fakultät der Universität Leipzig. Während dieser Zeit war Wenger ständiger Zuhörer bei Vorlesungen von  Arthur E. Haas an der Universität Leipzig über die neuesten Entwicklungen der physikalischen Theorie. Danach übernahm er ab 1920 das Direktorat und den dortigen Lehrstuhl als ordentlicher Professor für Geophysik an der Mathematisch-Naturwissenschaftlichen Abteilung der Philosophischen Fakultät der Universität Leipzig.

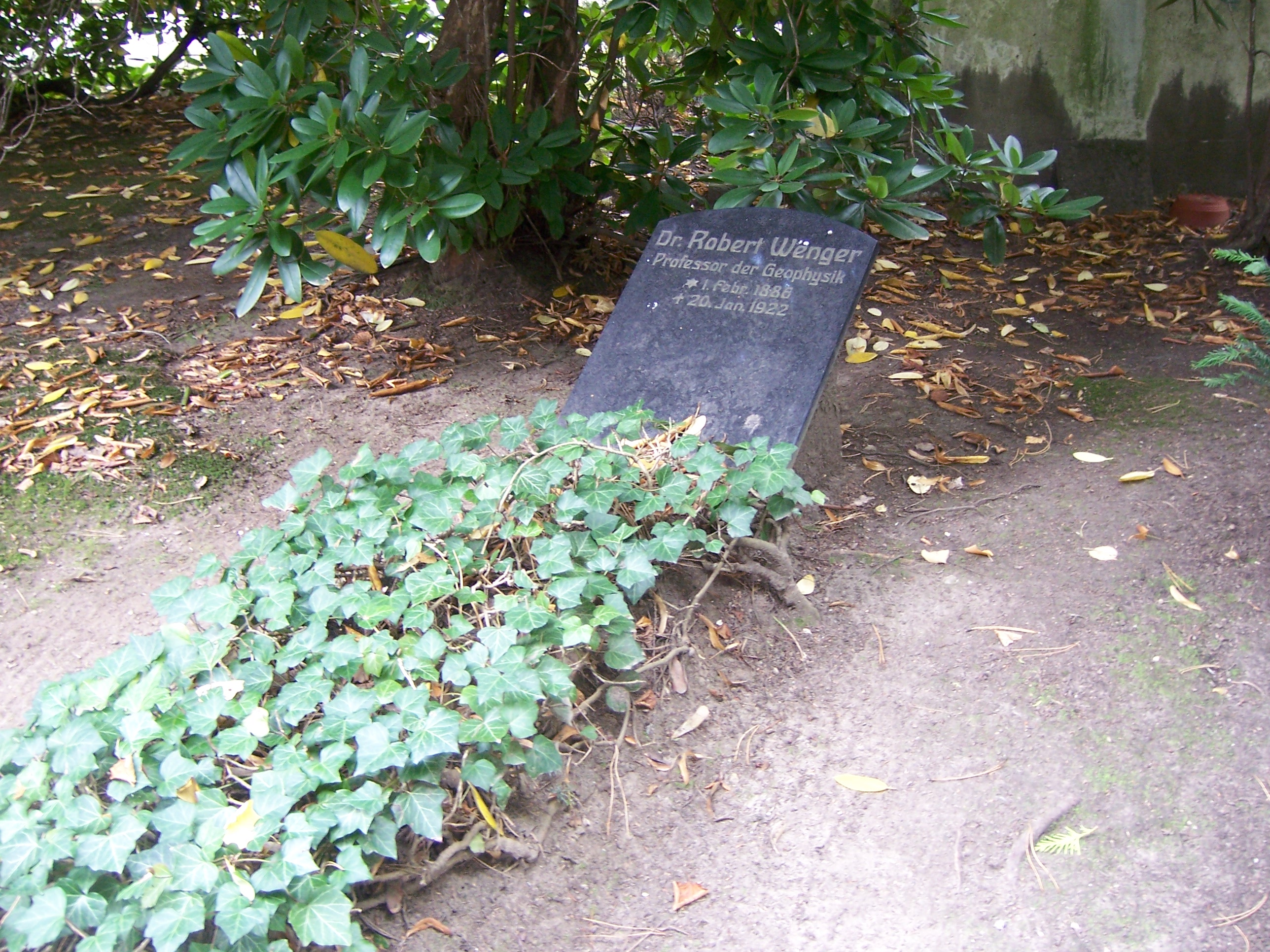
Grabstätte von Robert Karl Wenger

Robert Wenger starb am 20. Januar 1922 im Alter von 36 Jahren an den Folgen einer europaweit grassierenden Grippe. Otto Wiener übernahm vertretungsweise die Leitung des Instituts. 1923 trat Ludwig Weickmann als ordentlicher Nachfolger von Wenger die Leitung des Instituts an.

## Werke
- Über den Einfluß der Instrumentalfehler auf die synoptische Darstellung aerologischer Simultanaufstiege. – 1913
- Über methodische Fehler der aerologischen Beobachtungen. – 1915
- Zustand der Atmosphäre über Europa am 1., 2., und 3. März 1911. – 1916
- Die Vorherbestimmung des Wetters. – 1919